# Rauschenhammermühle
Rauschenhammermühle (früher auch Rauschenhammer oder Ströhlamühle genannt) ist ein Gemeindeteil der Stadt Schwarzenbach am Wald im Landkreis Hof (Oberfranken, Bayern). Rauschenhammermühle liegt in der Gemarkung Schwarzenstein.

## Geografie
Zur Weiler bildet mit Schwarzenstein im Norden eine geschlossene Siedlung. Diese liegt im tief eingeschnittenen Tal der Wilden Rodach und des Rosenbachs, der dort als rechter Zufluss in die Wilde Rodach mündet, und ist allseits von Waldgebieten umgeben. Der Rodachsrangen im Süden musste neuerdings wegen des Borkenkäfers abgeholzt werden. Die Staatsstraße 2211 führt nach Schwarzenbach am Wald (2 km nordöstlich) bzw. nach Löhmarmühle (2,6 km südwestlich). Ein Anliegerweg führt nach Dorschenmühle (0,3 km östlich).

## Geschichte
1493 wurde die Mühle vermutlich als Eisenhammer betrieben. Benannt wurde sie nach Rauschen, dem Familiennamen des damaligen Besitzers. 1542 wurde sie erstmals als „Rauschenhammer“ urkundlich erwähnt. 1661 erwarb Hans Ströhla aus Gottsmannsgrün das Anwesen. Seitdem ist Rauschenhammermühle in Besitz dieser Familie.
Rauschenhammermühle gehörte zur Realgemeinde Schwarzenstein. Gegen Ende des 18. Jahrhunderts bestand Rauschenhammermühle aus einem Anwesen. Die Hochgerichtsbarkeit hatten das Rittergut Schwarzenstein, das Rittergut Schwarzenbach am Wald und das Rittergut Lippertsgrün gemeinschaftlich. Das Rittergut Schwarzenstein (Oberes Schloss) war Grundherr der Mühle.
Von 1797 bis 1810 unterstand Rauschenhammermühle dem Justiz- und Kammeramt Naila. Infolge des Ersten Gemeindeedikts wurde Rauschenhammermühle dem 1812 gebildeten Steuerdistrikt Schwarzenbach und der zugleich entstandenen Ruralgemeinde Schwarzenstein zugewiesen. Im Zuge der Gebietsreform in Bayern wurde Rauschenhammermühle am 1. Mai 1978 nach Schwarzenbach am Wald eingemeindet.

### Einwohnerentwicklung
| Jahr      | 001861 | 001871 | 001885 | 001900 | 001925 | 001950 | 001961 | 001970 | 001987 |
| Einwohner | 9      | 7      | 4      | 5      | 43     | 88     | 55     | 58     | 18     |
| Häuser    |        |        | 1      | 1      | 4      | 7      | 7      |        | 5      |
| Quelle    | [ 9 ]  | [ 10 ] | [ 11 ] | [ 12 ] | [ 13 ] | [ 14 ] | [ 15 ] | [ 16 ] | [ 1 ]  |

## Religion
Rauschenhammermühle ist seit der Reformation evangelisch-lutherisch geprägt und bis heute nach Schwarzenbach am Wald gepfarrt.